# تياغو جونيور أكينو
تياغو جونيور أكينو (3 أبريل 1984 في البرازيل - ) هو لاعب كرة قدم برازيلي في مركز الدفاع. شارك مع منتخب البرازيل تحت 17 سنة لكرة القدم وMalaysia League XI ‏. أما مع النوادي، فقد لعب مع أتلتيكو مينييرو ونادي أوبه ونادي سيارا ونادي غاما وDong Nai FC ‏ ونادي غوندومار وNacional Esporte Clube Ltda ‏ وPerak F.C. ‏ وSão Raimundo Esporte Clube (PA) ‏ ونادي نوروستي الرياضي وCanoas Sport Club ‏ ونادي أمريكا وCeilândia Esporte Clube ‏ وIpatinga Futebol Clube ‏.

## وصلات خارجية
- تياغو جونيور أكينو على موقع قاعدة بيانات كرة القدم.إي يو (الإنجليزية)
- تياغو جونيور أكينو على موقع Soccerway.com (الإنجليزية)